# 蘇GOOD
《蘇GOOD系列》（英語：So Good Series）是香港電視廣播有限公司首個外判予獨立製作公司所製作的飲食節目系列。
節目由蘇施黃主持，共有兩輯、一輯賀年版及一集賀年特輯。第1輯由2008年9月22日至10月31日及2008年11月24日至2009年1月2日播出；賀年版由2009年1月19日至1月31日播出，名為《SO FAR蘇GOOD過牛年》（英語：So Good So Ox）；第2輯由2009年8月24日至10月2日及2010年2月22日至4月3日播出。第1輯和賀年版均於翡翠台及高清翡翠台逢星期一至五晚上22:35-23:05同步播放；第2輯則於翡翠台及高清翡翠台逢星期一至五晚上22:30-23:00同步播放，並於翌日凌晨01:45-02:10及04:35-05:00於高清翡翠台重播，及於myTV提供節目重溫。高清翡翠台設有互動功能，使用有MHEG-5的數碼接收器或IDTV即可使用。
另外，翡翠台於2015年2月21日下午13:15-14:15播出節目《SO FAR蘇GOOD過新年》（英語：So Good  CYN Special），內容是由2009年《SO FAR蘇GOOD過牛年》中剪輯而成。
另設嘉賓主持是唱片騎師泰山及模特兒李靜儀（Kendy Lee）（第1輯前半部）、李蔚琳（Esther Lee）（第1輯后半部）以及叔父劉天賜。

## 第1輯

### 節目簡介
第一輯節目每集均會由蘇施黃親自下廚，並教導一些獨門祕方，此輯共59集。最後一集播出時間為2009年1月10日星期六晚22:30-23:30。

### 每集菜式
| 集數 | 播映日期                                 | 內容 / 教授菜式                                                |
| 01   | 2008年9月22日（星期一）                  | 梅菜炆五花腩                                                   |
| 02   | 2008年9月23日（星期二）                  | 洋葱豬扒                                                       |
| 03   | 2008年9月24日（星期三）                  | 涼拌青瓜                                                       |
| 04   | 2008年9月26日（星期五）                  | 番茄煮蛋                                                       |
| 05   | 2008年9月29日（星期一）                  | 牛肉茶/豬潤水                                                  |
| 06   | 2008年9月30日（星期二）                  | 雲吞麵                                                         |
| 07   | 2008年10月1日（星期三）                  | 鮑魚/蟶子/瀨尿蝦                                               |
| 08   | 2008年10月2日（星期四）                  | 炒蓮藕片                                                       |
| 09   | 2008年10月3日（星期五）                  | 苦瓜炒牛肉                                                     |
| 10   | 2008年10月6日（星期一）                  | 魚湯浸勝瓜                                                     |
| 11   | 2008年10月7日（星期二）                  | 澳門美食介紹1                                                  |
| 12   | 2008年10月8日（星期三）                  | 澳門美食介紹2                                                  |
| 13   | 2008年10月9日（星期四）                  | 澳門美食介紹3                                                  |
| 14   | 2008年10月10日（星期五）                 | 澳門美食介紹4                                                  |
| 15   | 2008年10月13日（星期一）                 | 介紹豉油製作過程                                               |
| 16   | 2008年10月14日（星期二）                 | 豉油系列1（豉油雞）                                            |
| 17   | 2008年10月15日（星期三）                 | 豉油系列2（蒸東星斑）                                          |
| 18   | 2008年10月16日（星期四）                 | 豉油系列3 （豉油皇蝦/茄汁蝦）                                  |
| 19   | 2008年10月17日（星期五）                 | 豉油系列4（瑞士汁雞翼）                                        |
| 20   | 2008年10月20日（星期一）                 | 咸蛋肉餅                                                       |
| 21   | 2008年10月21日（星期二）                 | 金不換炒蜆                                                     |
| 22   | 2008年10月22日（星期三）                 | 麵包系列                                                       |
| 23   | 2008年10月23日（星期四）                 | 燻魚                                                           |
| 24   | 2008年10月24日（星期五）                 | 涼拌芋頭                                                       |
| 25   | 2008年10月27日（星期一）                 | 白茭筍心機菜                                                   |
| 26   | 2008年10月28日（星期二）                 | 老少平安                                                       |
| 27   | 2008年10月29日（星期三）                 | 茶葉蛋                                                         |
| 28   | 2008年10月30日（星期四）                 | 栗子炆雞                                                       |
| 29   | 2008年10月31日（星期五）                 | 粟米炒粒粒                                                     |
| 30   | 2008年11月24日（星期一）                 | 蝦酱蒸豬肉                                                     |
| 31   | 2008年11月25日（星期二）                 | 檸茶檸水的學問                                                 |
| 32   | 2008年11月26日（星期三）                 | 誰是咖喱王？                                                   |
| 33   | 2008年11月27日（星期四）                 | 煲靚粥                                                         |
| 34   | 2008年11月28日（星期五）                 | 蘿蔔炒魚鬆                                                     |
| 35   | 2008年12月1日（星期一）                  | 菠菜芝士雲吞/薑汁撞奶                                          |
| 36   | 2008年12月2日（星期二）                  | 碟頭飯                                                         |
| 37   | 2008年12月3日（星期三）                  | 辣汁豉汁蒸排骨                                                 |
| 38   | 2008年12月4日（星期四）                  | 蜜汁雞翼 / 炒薯仔絲 / 韭黃炒蛋                                 |
| 39   | 2008年12月5日（星期五）                  | 牛腩煲                                                         |
| 40   | 2008年12月8日（星期一）                  | 蒸水蛋                                                         |
| 41   | 2008年12月9日（星期二）                  | 小學生下廚記                                                   |
| 42   | 2008年12月10日（星期三）                 | 番茄蟹湯                                                       |
| 43   | 2008年12月11日（星期四）                 | 炒芥蘭苗                                                       |
| 44   | 2008年12月12日（星期五）                 | 炒大荳芽鬆                                                     |
| 45   | 2008年12月15日（星期一）                 | 腐皮                                                           |
| 46   | 2008年12月16日（星期二）                 | 杭州美食1（腐皮）                                              |
| 47   | 2008年12月17日（星期三）                 | 杭州美食2（魚子醬）                                            |
| 48   | 2008年12月18日（星期四）                 | 「凍」（音「董」）                                             |
| 49   | 2008年12月19日（星期五）                 | 龍崗雞                                                         |
| 50   | 2008年12月22日（星期一）                 | 薯仔沙律/ 炸魚                                                 |
| 51   | 2008年12月23日（星期二）                 | 西班牙炒飯                                                     |
| 52   | 2008年12月24日（星期三）                 | 聖誕火雞/牛油椰菜仔                                            |
| 53   | 2008年12月25日（星期四）                 | 蝦春卷                                                         |
| 54   | 2008年12月26日（星期五）                 | 凱撒沙律                                                       |
| 55   | 2008年12月29日（星期一）                 | 臘味煲仔飯                                                     |
| 56   | 2008年12月30日（星期二）                 | 炒滑蛋（兩種方法）                                             |
| 57   | 2009年1月1日（星期四）                   | 煮冬菇                                                         |
| 58   | 2009年1月2日（星期五）                   | 家姐粉菓                                                       |
| 59   | 2009年1月10日（星期六） （一小時特別版） | 介紹幕後工作人員，並與他們一起吃一餐豐富的慶功宴，主菜是鮑魚。 |

## SO FAR蘇GOOD過牛年

### 節目簡介
此輯共10集。每集簡單介紹一下農曆新年傳統習俗。最後一集播出時間為2009年1月31日星期六晚20:30-21:30。

### 每集菜式
| 集數 | 播映日期                                 | 內容 / 教授菜式                                 |
| 01   | 2009年1月19日（星期一）                  | 炸慈菇片/蓮子紅棗茶                             |
| 02   | 2009年1月20日（星期二）                  | 蘿蔔糕                                          |
| 03   | 2009年1月21日（星期三）                  | 介紹水果/芋頭糕                                 |
| 04   | 2009年1月22日（星期四）                  | 介紹年花（包括：桃花、水仙花）、寫揮春/紅燒元蹄 |
| 05   | 2009年1月23日（星期五）                  | 齋、魚、鮑魚                                    |
| 06   | 2009年1月27日（星期二）                  | 派超級大利是、解構春牛圖、煮生菜蠔豉鬆          |
| 07   | 2009年1月28日（星期三）                  | 煎糕技巧，製作鹹柑桔                            |
| 08   | 2009年1月29日（星期四）                  | 奶昔、中式牛柳                                  |
| 09   | 2009年1月30日（星期五）                  | 台灣美食介紹1                                   |
| 10   | 2009年1月31日（星期六） （一小時特別版） | 台灣美食介紹2                                   |

## 第2輯

### 節目簡介
第2輯與第1輯相同，每集均會由蘇施黃親自下廚，並教導一些獨門祕方，此輯共60集，最後一集播出時間為2010年4月3日星期六晚21:30-22:00。

### 每集菜式
| 集數 | 播映日期                 | 內容 / 教授菜式                                      |
| 01   | 2009年8月27日（星期四）  | 鹽水韭菜炸豆腐                                       |
| 02   | 2009年8月28日（星期五）  | 咸酸菜炒魷魚                                         |
| 03   | 2009年9月3日（星期四）   | 拜訪失明人士                                         |
| 04   | 2009年9月4日（星期五）   | 煎腐皮卷                                             |
| 05   | 2009年9月10日（星期四）  | 蝦籽冬瓜炆魚腐                                       |
| 06   | 2009年9月11日（星期五）  | 燻蛋                                                 |
| 07   | 2009年9月17日（星期四）  | 大暑冬瓜湯、蝦頭油冬瓜羮                             |
| 08   | 2009年9月18日（星期五）  | 井（WELL）？（VOLCANO）？ （蕃茄免治牛肉配薯蓉）     |
| 09   | 2009年9月24日（星期四）  | 甜西瓜盅、鹹西瓜盅                                   |
| 10   | 2009年9月25日（星期五）  | 涼拌豆腐                                             |
| 11   | 2009年9月7日（星期一）   | 蔥菜蒸牛肉餅                                         |
| 12   | 2009年9月8日（星期二）   | 鮮紫蘇焗妃排、鮮紫蘇葉炒蜆                           |
| 13   | 2009年9月9日（星期三）   | 參觀小學試食營養餐                                   |
| 14   | 2009年9月10日（星期四）  | 家常燒茄子、涼拌茄子                                 |
| 15   | 2009年9月11日（星期五）  | 水豆腐                                               |
| 16   | 2009年9月14日（星期一）  | 錦鹵雲吞                                             |
| 17   | 2009年9月15日（星期二）  | 香港美食之旅（一）                                   |
| 18   | 2009年9月16日（星期三）  | 香港美食之旅（二）                                   |
| 19   | 2009年9月17日（星期四）  | 香港美食之旅（三）                                   |
| 20   | 2009年9月18日（星期五）  | 香港美食之旅（四）                                   |
| 21   | 2009年9月24日（星期四）  | 鹹蛋黃炒蝦、薑蔥炒海中蝦                             |
| 22   | 2009年9月25日（星期五）  | 高人                                                 |
| 23   | 2009年10月2日（星期五）  | 頻蹸炆魚、頻蹸飯                                     |
| 24   | 2009年10月8日（星期四）  | 糖醋青瓜荷包蛋                                       |
| 25   | 2009年10月9日（星期五）  | 手撕雞                                               |
| 26   | 2009年10月15日（星期四） | 子薑炆雞、醃子薑                                     |
| 27   | 2009年10月16日（星期五） | 墾丁之旅（一）                                       |
| 28   | 2009年10月22日（星期四） | 墾丁之旅（二）                                       |
| 29   | 2009年10月23日（星期五） | 墾丁之旅（三）                                       |
| 30   | 2010年2月22日（星期一）  | 新加坡生蝦米粉，比賽項目：煎午餐肉、韭黃炒滑蛋       |
| 31   | 2010年2月23日（星期二）  | 炒泰國蕹菜，比賽項目：鹹魚粒炒芽菜、煎太陽蛋、蛋炒飯 |
| 32   | 2010年2月24日（星期三）  | 新加坡姜葱蟹炒米粉，比賽項目：西多士、豉油皇炒河粉   |
| 33   | 2010年2月25日（星期四）  | 师奶兵团班长选拔总决赛准备篇、烤乳猪（一）           |
| 34   | 2010年2月26日（星期五）  | 师奶兵团班长选拔总决赛、烤乳猪（二）                 |
| 35   | 2010年3月1日（星期一）   | 蒜香豬肝蒸排骨、金針雲耳炆雞                         |
| 36   | 2010年3月2日（星期二）   | 泰式魚香茄子                                         |
| 37   | 2010年3月3日（星期三）   | 南乳筍乾炆猪尾、蓮藕炆腩仔                           |
| 38   | 2010年3月4日（星期四）   | 桂花炒肚絲                                           |
| 39   | 2010年3月5日（星期五）   | 茶樓獵奇、炸豬柳                                     |
| 40   | 2010年3月8日（星期一）   | 入地老鼠湯                                           |
| 41   | 2010年3月9日（星期二）   | 食盡澳門（一）                                       |
| 42   | 2010年3月10日（星期三）  | 食盡澳門（二）                                       |
| 43   | 2010年3月11日（星期四）  | 食盡澳門（三）                                       |
| 44   | 2010年3月12日（星期五）  | 食盡澳門（四）                                       |
| 45   | 2010年3月15日（星期一）  | 蘿蔔炆牛腩、鯽魚胡椒蘿蔔絲                           |
| 46   | 2010年3月16日（星期二）  | 拜訪正生書院                                         |
| 47   | 2010年3月17日（星期三）  | 薑蔥蝦煲、生啫水魚雞煲                               |
| 48   | 2010年3月18日（星期四）  | 鹿頸行山、煎蛋角                                     |
| 49   | 2010年3月19日（星期五）  | 焗豬扒飯                                             |
| 50   | 2010年3月22日（星期一）  | 臘味芋蓉粒、生煎芋頭餅                               |
| 51   | 2010年3月23日（星期二）  | 紅燒花腩大魷魚、「假蛋」                             |
| 52   | 2010年3月24日（星期三）  | 家鄉煎蓮藕餅                                         |
| 53   | 2010年3月25日（星期四）  | 冬菇火腩炆牛舌、火腩                                 |
| 54   | 2010年3月26日（星期五）  | 隱世廚神煮琵琶翅                                     |
| 55   | 2010年3月29日（星期一）  | 國藥煮羊腩、羅漢果水                                 |
| 56   | 2010年3月30日（星期二）  | 柱候冬瓜炆水鴨、冬蟲草燉水鴨                         |
| 57   | 2010年3月31日（星期三）  | 滷水乳鴿                                             |
| 58   | 2010年4月1日（星期四）   | 食在廣州（一）                                       |
| 59   | 2010年4月2日（星期五）   | 食在廣州（二）                                       |
| 60   | 2010年4月3日（星期六）   | 食在廣州（三）                                       |

## 收視

### 第1輯
以下為本節目於香港無綫電視翡翠台、高清翡翠台之收視紀錄：
| 週次 | 集數  | 日期                        | 平均收視 | 最高收視 |
| ---- | ----- | --------------------------- | -------- | -------- |
| 1    | 1-4   | 2008年9月22日-9月26日       | 24點     |          |
| 2    | 5-9   | 2008年9月29日-10月3日       | 25點     |          |
| 3    | 10-14 | 2008年10月6日-10月10日      | 26點     |          |
| 4    | 15-19 | 2008年10月13日-10月17日     | 26點     |          |
| 5    | 20-24 | 2008年10月20日-10月24日     | 27點     | 30點     |
| 6    | 25-29 | 2008年10月27日-10月31日     | 25點     |          |
| 7    | 30-34 | 2008年11月24日-11月28日     | 25點     |          |
| 8    | 35-39 | 2008年12月1日-12月5日       | 26點     |          |
| 9    | 40-44 | 2008年12月8日-12月12日      | 25點     |          |
| 10   | 45-49 | 2008年12月15日-12月19日     | 25點     |          |
| 11   | 50-54 | 2008年12月22日-12月26日     | 24點     |          |
| 12   | 55-58 | 2008年12月29日-2009年1月2日 | 27點     |          |
| 12   | 59    | 2009年1月10日               | 19點     |          |

### SO FAR蘇GOOD過牛年
以下為本節目於香港無綫電視翡翠台、高清翡翠台之收視紀錄：
| 週次 | 集數 | 日期                  | 平均收視 | 最高收視 |
| ---- | ---- | --------------------- | -------- | -------- |
| 1    | 1-5  | 2009年1月19日-1月23日 | 26點     | 28點     |
| 2    | 6-9  | 2009年1月26日-1月30日 | 23點     |          |
| 2    | 10   | 2009年1月31日         | 23點     |          |

### 第2輯
以下為本節目於香港無綫電視翡翠台、高清翡翠台之收視紀錄：
| 週次 | 集數  | 日期                  | 平均收視 | 最高收視 |
| ---- | ----- | --------------------- | -------- | -------- |
| 1    | 1-5   | 2009年8月24日-8月28日 | 27點     | 30點     |
| 2    | 6-10  | 2009年8月31日-9月4日  | 27點     |          |
| 3    | 11-15 | 2009年9月7日-9月11日  | 25點     |          |
| 4    | 16-20 | 2009年9月14日-9月18日 | 28點     |          |
| 5    | 21-25 | 2009年9月21日-9月25日 | 25點     |          |
| 6    | 26-29 | 2009年9月28日-10月2日 | 23點     |          |
| 7    | 30-34 | 2010年2月22日-2月26日 | 25點     |          |
| 8    | 35-39 | 2010年3月1日-3月5日   | 25點     |          |
| 9    | 40-44 | 2010年3月8日-3月12日  | 25點     |          |
| 10   | 45-49 | 2010年3月15日-3月19日 | 25點     |          |
| 11   | 50-54 | 2010年3月22日-3月26日 | 25點     |          |
| 12   | 55-59 | 2010年3月29日-4月2日  | 26點     |          |
| 12   | 60    | 2010年4月3日          | 27點     |          |

## C9勞苦榜
「C9勞苦榜」間中在節目裏播放。「C9」的英文發音是「師奶（家庭主婦）」的諧音，顧名思義，是一個特別為家庭主婦（有時會有男士參加）而設的遊戲，每次會有三位參賽者。玩法每次不同，通常的玩法是阿蘇會準備一些家庭主婦會在超級市場買的東西（例如：衛生紙、洗衣粉等），讓參賽者用身體任何部分拿着或夾着物品，能夠取得最多物品的參賽者便勝出。勝出者可以抽一張「阿蘇閃卡」，卡內寫的數字就是勝出者所得的獎金金額。

## 各界爭議
蘇施黃的主持風格和其飲食節目極度爭議，一向為人垢病。2006年，蘇施黃在有線娛樂台主持飲食節目《一粒鐘真人蘇》時，鬧人鬧到街知巷聞，但她當眾在食肆內破口大罵，污言穢語，又曾在節目內講變性手術太露骨，被市民投訴，最後更被廣管局強烈勸喻作警告。而今次的《蘇GOOD》，自節目播出以來廣管局不時接獲市民的投訴，投訴內容大多指控主持人阿蘇在節目內以粗俗字眼責罵別人，製造噪音，挖苦別人，鼓吹「無禮貌文化」；投訴亦指責蘇施黃處事不公，對食肆的評價不中肯，有收受利益之疑；甚至在節目內她將雪糕扔落雪糕車處發洩，以及她不斷灑鹽落海中，也被指教壞小孩子。
節目中這種極端的主持風格，惹來了各方的爭議，爭議如下：

### 一般市民的爭議
星島日報刊登了一篇網民批評，批評中指責阿蘇罵人的聲音，人亦無禮貌，經常以「茂利（暓里）」稱呼別人，甚至當眾人面前叫食肆店主「執笠（倒閉）」；又質疑如果青少年及小孩看過節目後，對家長教導子女造成負面影響。而am730刊登的文章亦指蘇施黃「So Bad」。

### 教育界的爭議
教育界人士認為含有粗鄙對話的節目會荼毒青少年的心智，擔心下一代會有樣學樣，導致他們的公民意識每況愈下。
有見及此，部分教育界人士制作了一個通識課程，參討近期蘇GOOD的播放對社會的種種影響，從中教導青少年正確的待人態度。其中星島通識網就近期蘇Good節目，制作了一個討論電視功能單一化的課題，從中探討流氓式及低級趣味節目的興起對大家的影響，這些節目反映出香港觀眾的甚麼心態，電視行業在香港社會的角色轉變。
有學者指出蘇Good是一個「反智」型的節目，意思是指節目的賣點並不在於授人烹飪或令觀眾有所得著，而是不惜以謾罵形式挖苦別人，以譁眾取寵的手法來取悅和吸引觀眾。專家指出現時的電視節目已嚴重偏離行業提供資訊、娛樂及教育的功能，這些節目會扭曲觀眾的價值觀和公民意識。
學者分析形成這種風氣的原因，是由於各式娛樂媒體的出現，電視的影響力已然大不如前，加上市場主導的現實環境，電視節目無可避免地傾向娛樂化，以純娛樂為電視台節目的重點推廣。

### 文化界的爭議
有文化界人士擔心，現時電視台的節目質素持續向低，在大量內容空洞的節目生產，長遠會影響市民的觀賞能力變得只懂觀賞空洞和流於表面化的節目，而不懂觀賞有深度和有文化的節目。

### 蘇施黃的影響及回應
蘇施黃一貫以這種方法來主持飲食節目，雖然惹來了很多投訴和各方道德的嚴厲譴責，卻沒有影響蘇施黃在娛樂飲食圈及主持人的發展。蘇施黃早前在有線電視也是憑「寸嘴」成名，這次她轉到觀眾層面更廣的無綫電視，節目播出後投訴和指控不但沒有減低她的人氣，反而令她更出名，接獲愈多廣告和酬勞。她的節目比之前同時段的《亮相》要高出4個點。
面對觀眾投訴，蘇施黃回應時表明沒有悔意或會反省，更反投訴觀眾，表示他們「雞蛋裡挑骨頭」。她指出其節目收視卻不錯，對投訴毫不在意，並表示部分觀眾是對她作出挑釁。她表示會一直保持這種風格，笑說食物不好味便會罵人，但就不會鬧上帝。
廣管局至今亦接到投訴，內容指阿蘇說話過於粗俗，對人呼呼喝喝，教壞小朋友。
被市民指責她以「茂利（暓里）」，很不尊重別人，後來蘇在節目中請來其叔父劉天賜解釋「茂利」一詞，只是用來形容荒謬怪誕或無知的人 ，與「盲毛」的意思相近，並沒有粗俗或不尊敬的意思。

### 與助手糾紛
蘇施黃在本輯節目之助手李靜儀原定會拍輯60集，但她拍了第1輯前半部後未有出現。據幕後人員透露，李靜儀是因為抵不住主持人蘇施黃的呼呼喝喝和不斷髒言辱罵，與蘇施黃關係決裂，故拍完第1輯前半部即以個人理由請辭。
幕後人員向傳媒透露真相時說，蘇施黃平時是一個十分難服待的人，什麼事也罵到人狗血淋頭，毫不尊重幕後人員。近日她還變得愈來愈暴躁，助手李靜儀幫蘇施黃煮食，常被指派執頭執尾，因接觸最多，所以被罵得最慘烈，蘇施黃常以「死蠢」、「白癡」等侮辱性字眼來呼喚李靜儀，不時更罵得她當場眼紅紅，在場其他人也看不過眼，不過沒有人敢出言相勸。
被問及為何沒有人敢發言說句公道話，幕後人員解釋是次《蘇Good》的製作，是由阿蘇找來「好合拍製作公司」與她一手包辦，無綫只是買播映權，節目製作的一切決策及話事權全由蘇施黃一人負責。故此大家為了飯碗，看到不公平的事唯有啞忍，忍得很辛苦，只敢怒不敢言。
舊節目班底只有主持泰山同稱為「聰明人」的攝影師可以留低，繼續在今次的新節目中與蘇施黃合作。
李靜儀請辭後，蘇施黃第1輯后半部找來了李蔚琳代替她。 但是在第1輯后半部早期和12月29日晚上的節目中，李靜儀再次出現，似乎為較早拍攝片段。

## 外部連結
- 無綫電視官方網頁 - 蘇GOOD （页面存档备份，存于）
- 無綫電視官方網頁 - 蘇GOOD II （页面存档备份，存于）
- MyTV - 蘇GOOD[永久]
- MyTV - 蘇GOOD II[永久]
- MyTV - SO FAR蘇GOOD過牛年[永久]

## 電視節目的變遷
| 無綫電視 翡翠台、高清翡翠台 逢星期一至五 22:35-23:05節目   | 無綫電視 翡翠台、高清翡翠台 逢星期一至五 22:35-23:05節目   | 無綫電視 翡翠台、高清翡翠台 逢星期一至五 22:35-23:05節目 |
| ---------------------------------------------------------- | ---------------------------------------------------------- | -------------------------------------------------------- |
|                                                            | 蘇GOOD（第一輯） （第1-29集） （2008.09.22 - 2008.10.31）  |                                                          |
| 亮相 （2008.08.25 - 2008.09.19）                           | 冰天動地 （2008.11.03 - 2008.11.21）                       |                                                          |
| 冰天動地 （2008.11.03 - 2008.11.21）                       | 蘇GOOD（第一輯） （第30-58集） （2008.11.24 - 2009.01.02） | 我的2008 （2009.01.05 - 2009.01.16）                     |
| 星期六 22:30-23:30節目                                     |                                                            |                                                          |
| 2008年度十大勁歌金曲頒獎典禮 （2009.01.03）（20:30-23:30） | 蘇GOOD（第一輯） （第59集） （2009.01.10）                 | 2009國際中華小姐競選 （2009.01.17）（20:30-23:30）       |

| 無綫電視 翡翠台、高清翡翠台 逢星期一至五 22:35-23:05節目   | 無綫電視 翡翠台、高清翡翠台 逢星期一至五 22:35-23:05節目   | 無綫電視 翡翠台、高清翡翠台 逢星期一至五 22:35-23:05節目 |
| ---------------------------------------------------------- | ---------------------------------------------------------- | -------------------------------------------------------- |
|                                                            | SO FAR蘇GOOD過牛年 （第1-9集） （2009.01.19 - 2009.01.30） |                                                          |
| 我的2008 （2009.01.05 - 2009.01.16）                       | 耳分高下 （2009.02.02 - 2009.03.13） （22:30-23:00）       |                                                          |
| 星期六 20:30-21:30節目                                     |                                                            |                                                          |
| 第31屆十大中文金曲頒獎音樂會 （2009.01.24）（20:30-23:00） | SO FAR蘇GOOD過牛年 一小時特別版（第10集） （2009.01.31）   | 高清好戲派：心想事成 （2009.02.07）（20:45-23:15）       |

| 無綫電視 翡翠台、高清翡翠台 逢星期四至五 22:30-23:00節目                    | 無綫電視 翡翠台、高清翡翠台 逢星期四至五 22:30-23:00節目   | 無綫電視 翡翠台、高清翡翠台 逢星期四至五 22:30-23:00節目 |
| --------------------------------------------------------------------------- | ---------------------------------------------------------- | -------------------------------------------------------- |
|                                                                             | 蘇GOOD（第二輯） （第1-29集） （2009.08.27 - 2009.10.23）  |                                                          |
| 2009 super junior K-Pop奧運，黃金戰線（第三輯） （2009.08.10 - 2009.08.21） | 活著 （2009.10.29 - 2009.11.28）                           |                                                          |
| 新春招牌菜 （2010.02.15 - 2010.02.19）                                      | 蘇GOOD（第二輯） （第30-59集） （2010.02.22 - 2010.04.02） | 千奇百趣香港地 （2010.04.05 - 2010.05.14）               |
| 逢星期六 21:30-22:00節目                                                    |                                                            |                                                          |
| Uni-Power大合唱會 （2010.03.27）（21:30-23:30）                             | 蘇GOOD（第二輯） （第60集） （2010.04.03）                 | IFPI香港唱片銷量大獎2009 （2010.04.10）（21:30-23:00）   |